# Zweite Schlacht um Zürich
Ostrach – Feldkirch – Stockach I – Verona – Magnano – Cassano d’Adda – Bassignana – Paradies – Frauenfeld – Winterthur – Zürich I – Trebbia – Mantua – Novi – Döttingen – Vlieter – Bergen – Gotthard – Dietikon – Zürich II – Schänis – Muotatal – Näfels – Egmont – Castricum – Genola – Wiesloch – Genua – Rheinklingen – Büsingen – Engen – Stockach II –  Meßkirch – Biberach II – Montebello – Marengo – Höchstädt – Oberhausen – Brión – Hohenlinden – Walserfeld – Pozzolo – Kopenhagen – Algeciras I – Algeciras II
Die Zweite Schlacht bei Zürich fand während des Zweiten Koalitionskrieges am 25. und 26. September 1799 statt. Sie beendete den Waffenstillstand zwischen Franzosen und Koalierten, der nach der Ersten Schlacht bei Zürich drei Monate lang de facto geherrscht hatte.

## Vorgeschichte
Die Front zwischen den beiden Kriegsparteien verlief auf der Linie Aaremündung-Limmat-Albiskette. Der Oberbefehlshaber der Osterreicher, Erzherzog Karl (ein Bruder von Kaiser Franz II.), war vom Wiener Hof mit seiner Armee aus der Schweiz nach Deutschland beordert worden. Als Ablösung begann am 14. August 1799 ein russisches Armeekorps unter Generalleutnant Korsakow in Schaffhausen einzutreffen. Bevor der Erzherzog das Land verliess, wollte er noch zusammen mit Korsakows Vorhut bei Döttingen über die Aare setzen und den Franzosen unter Général en chef Massena eine entscheidende Niederlage zufügen.
Massena seinerseits griff damals die österreichischen Stellungen in den Alpen an. Den Hauptschlag führte Général de division Lecourbe, indem er am 16. August den Gotthard und den Oberalp besetzte. Zur Ablenkung hatten die Franzosen am 14. August früh das österreichische Lager im Sihlfeld bei Zürich angegriffen.
Der Aareübergang bei Döttingen scheiterte, weil die zwei vom Rhein herbeigeführten Schiffbrücken wegen ungenügender Planung und heftigem Widerstand französischer und helvetischer Truppen nicht installiert werden konnten. Österreicher und Russen planten darauf keine weiteren gemeinsamen Aktionen mehr, die Koalition drohte zu zerbrechen.

## Ausgangslage
Am 22. August einigten sich Korsakow und Hotze darauf, dass Korsakow mit 22'000 Mann die Linie Unterlauf der Aare-Limmat-Zürich-Meilen und Hotze mit rund 20'000 Mann die Linie Männedorf-Obersee-Linth-Glarnerland besetzen sollten. Am 28. August verliess das Gros der Truppen Erzherzog Karls die Schweiz.
Massena wollte dies ausnützen und am 30. August bei Vogelsang (Gemeinde Gebenstorf) über die Limmat setzen, doch blies er dieses improvisierte Vorhaben kurzfristig wieder ab. Stattdessen traf er umfangreiche Vorbereitungen für einen Überraschungsangriff bei Dietikon, bei dem in kürzester Zeit ein Grossteil seiner Truppen mit Booten und einer Schiffbrücke den Fluss überqueren sollte, um Zürich einzuschliessen.
Am 25. August hatte der russische Feldmarschall Suworow in Oberitalien den Befehl erhalten, die Koalitionstruppen in der Schweiz zu verstärken und das Kommando über sie zu übernehmen. Er zog aber erst am 8. September los.
Am 19. September gab Massena seinen Divisionskommandanten den Plan für den Limmatübergang bei Dietikon bekannt. Parallel dazu sollte Général de division Soult über Linth und Obersee setzen und Hotze angreifen. Pontonierchef Dedon meldete, die Boote für das Übersetzen auf dem Landweg seien in Stellung gebracht und nur die Schiffbrücke von Rottenschwil müsse noch über Bremgarten und den Mutschellen nach Dietikon transportiert werden.
Massena zog den Angriff kurzfristig um einen Tag vom 26. auf den 25. September vor. Suworow dürfte damit nichts zu tun gehabt haben, da er eben erst im Reusstal eingetroffen war und die Barriere des Urnersees eine Vereinigung zwischen ihm, Korsakow und Hotze innert nützlicher Frist verunmöglichte.

## Verlauf

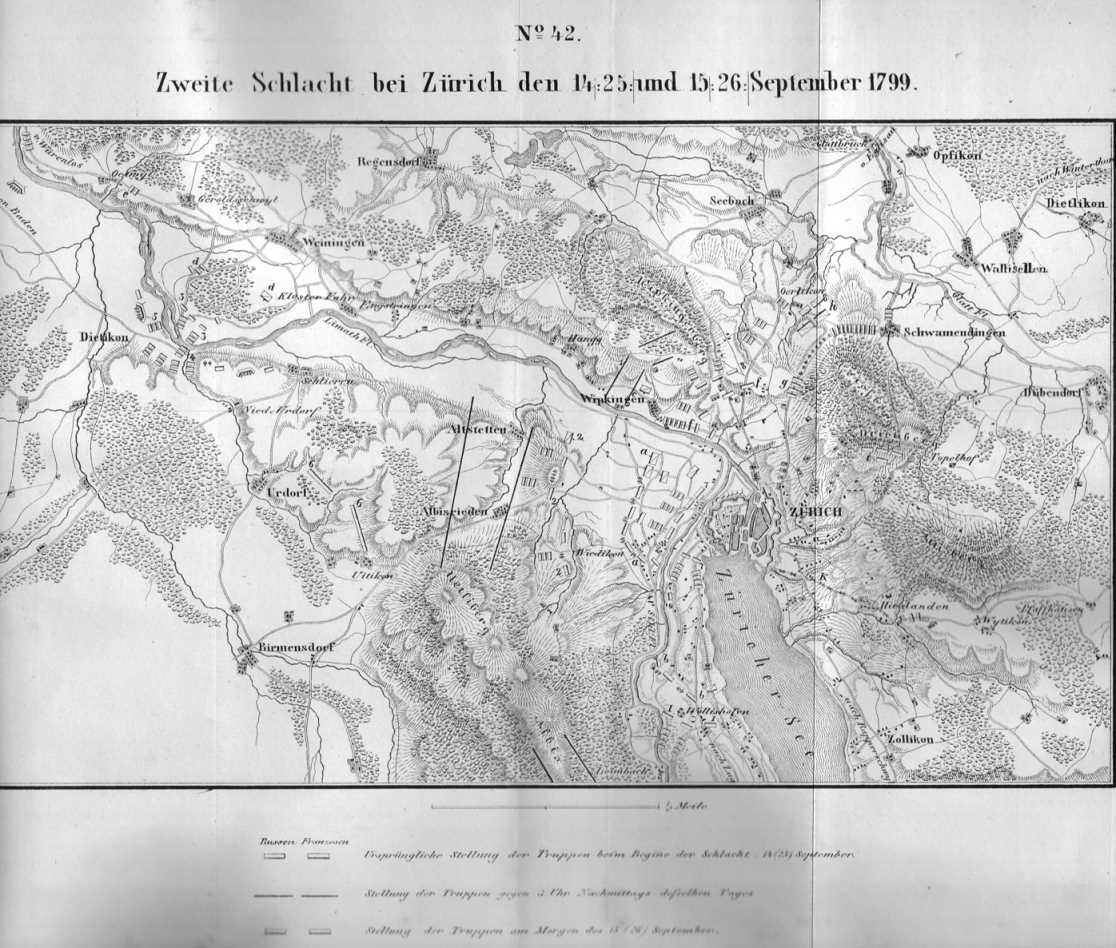
Karte zur Schlacht bei Zürich mit den Truppenaufstellungen von 1857

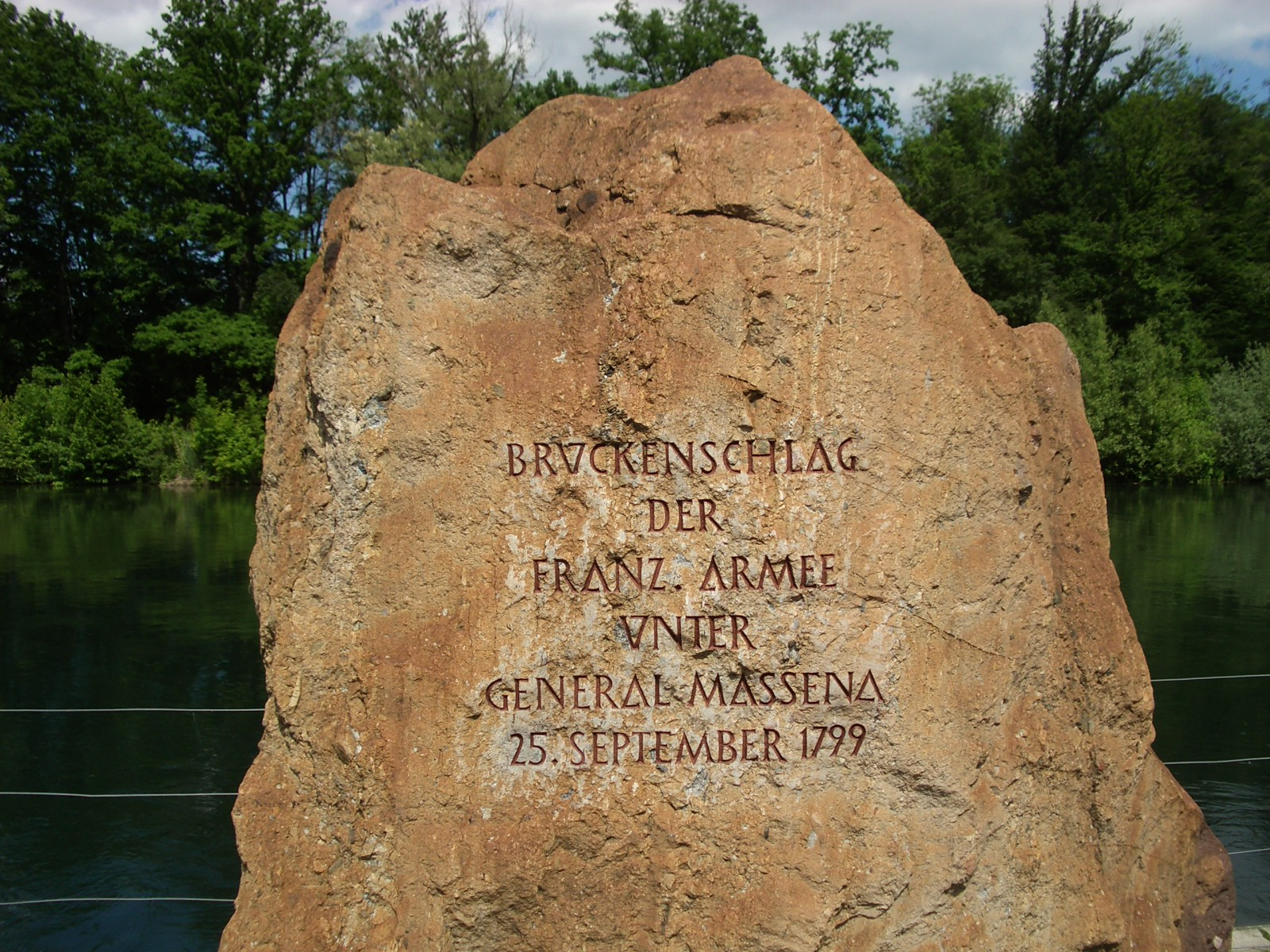
Gedenkstein zum Brückenschlag vom 25. September 1799 an der Limmat bei Dietikon

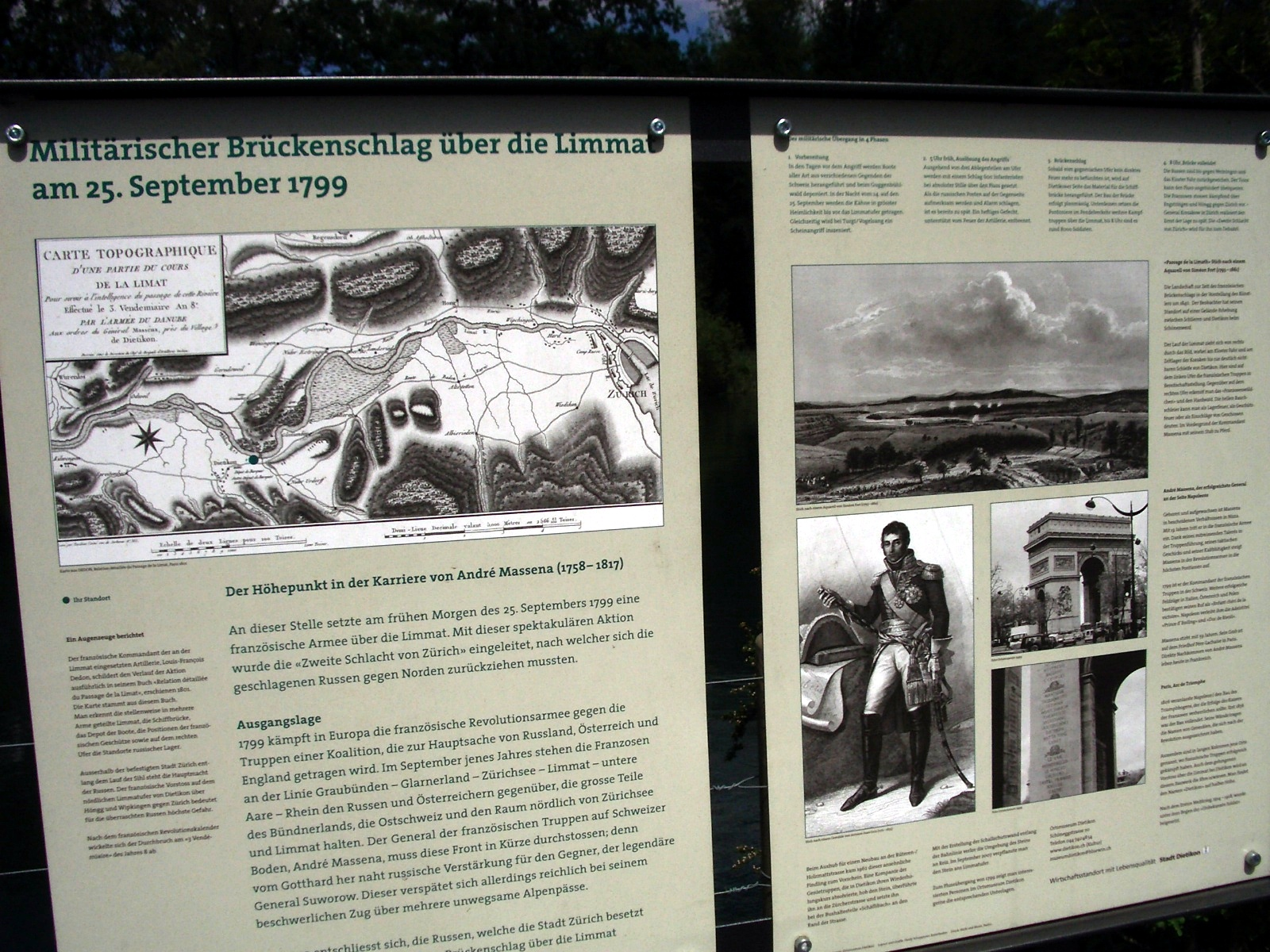
Orientierungstafel zum Brückenschlag

Den Auftakt zur zweiten Schlacht von Zürich bildete der gelungene Flussübergang von Dietikon über die Limmat nach Unterengstringen am 25. September 1799. Seit Juni hatten die Franzosen Boote von verschiedenen Gewässern herbeigeschafft. Am Abend des 24. September trugen sie die Infanteristen der Division Lorge in aller Stille in die Nähe des Flusses. In der Nacht vom 23. zum 24. September waren die Pontons in Rottenschwil aus der Reuss ausgebaut und über den Mutschellen nach Dietikon gebracht worden. Massénas Truppenkonzentration um Dietikon mit mehr als 8000 Mann der Division Lorge und einer Artillerie mit 26 Geschützen standen auf der anderen Seite der Limmat zwischen Würenlos und Wipkingen nur 2600 Russen unter General Markow gegenüber, darunter 1.100 Mann unter Markow selber im Raum Oetwil-Würenlos, 290 Mann und 2 Geschütze des Kosakenregiments Misinow zwischen der Anhöhe beim Kloster Fahr und dem Hardwald, 220 Mann des Grenadierbataillons Treublut am Westrand des Hardwaldes und vier Schwadronen Dragoner mit 550 Mann unter Generalmajor Schepeleff bei Wipkingen.
Am 25. September um 04:45 Uhr leitete die Übersetzaktion des ersten Bataillons der Brigade Gazan den Angriff ein. In 37 Booten setzten rund 600 Mann über die Limmat und bildeten den Brückenkopf. Die Überfahrt der Boote alarmierte die schwache russische Vorpostenkette in der Nähe der Limmat. Die Limmat holte damals in weitem Bogen nach Süden aus, was der Artillerie Massénas ermöglichte, von beiden Seiten des Flussbogens auf die Landestelle und in die Tiefe des späteren Brückenkopfes zu feuern. 25 Kugeln trafen ab 5 Uhr auch verschiedene Gebäude des Klosters Fahr.
Auf 5 Uhr war der Beginn für den Einbau der Pontonbrücke befohlen. Unterdessen setzten die Franzosen ein zweites Bataillon der Brigade Gazan über die Limmat. Dann setzte die Brigade Bontemps über die Limmat.
Um 6 Uhr erreichten die französischen Vorhuten das Kloster Fahr und plünderten es. Um 07:30 Uhr war die  Pontonbrücke eingebaut. Darüber marschierten die Brigade Quétard, die Artillerie und die Kavallerie. Um 9 Uhr befand sich die ganze Division Lorge mit 8000 Mann samt 26 Geschützen auf der rechten Seite der Limmat. Weitere Verstärkungen überquerten die Pontonbrücke. Die vom Artilleriebeschuss geschwächten, im Hardwald, auf der Höhe von Glanzenberg und ob dem Kloster Fahr kämpfenden Russen wurden vernichtend geschlagen. Den Oberbefehl über die französischen Truppen auf dem rechten Limmatufer hatte Generalstabschef Oudinot, der mit 15'000 Mann über Engstringen und Höngg gegen Zürich vorrückte. Masséna führte selber mit der Brigade Klein einen erfolgreichen Gegenangriff auf die aus dem Sihlfeld gegen die Waldegg vorrückenden Russen.
Der Flussübergang war gelungen, weil die Russen auf ihrem Frontabschnitt zu schwach waren und weil sie durch Scheinangriffe der Division Ménard bei Vogelsang/Stilli sowie durch die Division Mortier bei Wollishofen über die Hauptstossrichtung bei Dietikon getäuscht worden waren. Der Abschnittskommandant der Russen im Raum Oetwil-Würenlos, Generalmajor Markow, war gleich zu Angriffsbeginn verwundet und gefangen worden. Sein Vorgesetzter, Generalleutnant Durassow, der am Unterlauf der Aare und an der Limmat zuständig war, befasste sich zu lang mit den Scheinangriffen bei Vogelsang/Stilli und merkte zu spät, dass die Franzosen die Verbindungsstrassen nach Zürich zu Rimski-Korsakow gesperrt hatten. So gelang es Oudinot, rasch gegen Höngg und auf den Zürichberg vorzustossen. Es kam zu verlustreichen Kämpfen im Raum Milchbuck.
Der Angriff der Division Soult über die Linth zwischen Obersee und Walensee führte zum Rückzug der Österreicher über den Rickenpass. Am 26. September erhielt Rimski-Korsakow die Nachricht vom Tod von Hotze, der beim morgendlichen Rekognoszieren bei Schänis von französischen Plänklern vom Pferd geschossen worden war. Rimski-Korsakow drohte jetzt die Einkesselung in Zürich. Er versuchte, den Übergang über den Milchbuck Richtung Winterthur freizukämpfen, mit einem verzweifelten Angriff gelang es den Russen sich aus der Umzingelung zu befreien. Allerdings verlor Rimski-Korsakow einen grossen Teil seiner Truppen, der Ausrüstung und  Vorräte. Die Verluste der Franzosen in der zweiten Schlacht bei Zürich lagen bei rund 6000 Mann, jene der Koalition bei 3000 Mann und 8000 Gefangenen.

## Folgen
Die Franzosen hatten die Reste der Zweiten Koalition aus dem Gebiet der Eidgenossenschaft vertrieben. Die Russen hatten ihren Nimbus der Unschlagbarkeit verloren.
Suworow sah sich am 25. September vor der Schöllenenschlucht aufgehalten, in Altdorf erkannte Suworow, dass ein Weitermarsch nach Schwyz entlang des Vierwaldstättersees nicht möglich war. Die Nachricht der Niederlage Rimski-Korsakows vor Zürich und eine Konzentration französischer Truppen am Urnersee zwangen die Russen über den Kinzigpass (Chinzig Chulm) zum Rückzug durch das Muotatal. In der Schlacht im Muotatal besiegte Suworow allerdings die angreifenden Franzosen und schlug sie in die Flucht. Am 1. Oktober brachen die Russen über den Pragelpass nach Elm in Glarus durch. Am 6. und 7. Oktober zogen sich die Russen über den Panixerpass durch das Rheintal aus Helvetien zurück. Über den St. Luzisteig konnte Suworow etwa 15'000 Mann seiner Armee nach Österreich retten. Nach dem französischen Sieg zog sich Russland aus der Zweiten Koalition zurück. Das Gebiet der Alten Eidgenossenschaft stand unter französischer Kontrolle.
Die Franzosen hatten ihr Vorfeld um das Gebiet der Eidgenossenschaft erweitert und günstige Voraussetzungen für den Angriff auf Österreich geschaffen. Unter Androhung der Freigabe zur Plünderung requirierte Masséna enorme Mengen an Lebensmitteln, Vieh und Futter sowie an Soldaten und Geld. In den vom Krieg betroffenen Gebieten herrschten Mangel und Elend.  Der Zweite Koalitionskrieg hatte die Helvetische Republik stark geschwächt. Der verlorene Rückhalt in der Bevölkerung führte 1803 zur Mediationsakte.
Auf dem Zürichberg erinnern ein kurzer Waldweg und ein Denkmal an Masséna und die Franzosen. Beim Denkmal im Wald sind auch beide Schlachten von Zürich kurz beschrieben. Am Arc de Triomphe in Paris sind die Namen von Dietikon und Muotathal eingemeisselt. In der Schöllenenschlucht steht ein Denkmal für den Alpenübergang der Russen unter Suworow. Auf dem Plateau ob dem Kloster Fahr erinnert ein Gedenkstein an die dort gefallenen Kosaken. Jedes Jahr dankt das Kloster Fahr mit einer Messe dafür, dass die Klosterfrauen an Leib und Leben verschont geblieben sind. Zwischen Burgwies und Balgrist in Zürich erinnert der Russenweg an die Flucht des Trosses von Rimski-Korsakow.